# Пшестшень (Люблінське воєводство)
Пшестшень (пол. Przestrzeń) — село в Польщі, у гміні Новодвур Рицького повіту Люблінського воєводства.
Населення — 87 осіб (2011).

## Демографія
Демографічна структура станом на 31 березня 2011 року:
|          | Загалом | Допрацездатний вік | Працездатний вік | Постпрацездатний вік |
| -------- | ------- | ------------------ | ---------------- | -------------------- |
| Чоловіки | 48      | 10                 | 32               | 6                    |
| Жінки    | 39      | 8                  | 19               | 12                   |
| Разом    | 87      | 18                 | 51               | 18                   |